# Alaudala cheleensis niethammeri
Alaudala cheleensis niethammeri is een ondersoort van de mongoolse kortteenleeuwerik uit de familie van de leeuweriken. 

## Verspreiding en leefgebied
De soort komt voor in centraal Turkije.